# Вини (Тексас)
Вини (енгл. Winnie) насељено је место без административног статуса у америчкој савезној држави Тексас.

## Демографија
По попису из 2010. године број становника је 3.254, што је 340 (11,7%) становника више него 2000. године.
| Група             | 2000.         | 2010.         |
| Белци             | 2.429 (83,4%) | 2.345 (72,1%) |
| Афроамериканци    | 155 (5,3%)    | 109 (3,3%)    |
| Азијати           | 8 (0,3%)      | 13 (0,4%)     |
| Хиспаноамериканци | 295 (10,1%)   | 749 (23,0%)   |
| Укупно            | 2.914         | 3.254         |